# Mesocestoididae
Los mesocestóididos (Mesocestoididae) son una familia de cestodos del orden Cyclophyllidea. Son parásitos intestinales y sus huéspedes definitivos son el perro y el gato, que se infectan por la depredación de huéspedes intermedios: mamíferos de pequeño tamaño, serpientes o pájaros.

## Ciclo biológico
Todavía se desconoce. Consiste en un ciclo indirecto con tres fases larvarias, que comienza con una oncosfera expulsada a través de las heces. Se sospecha que se podría formar un cisticercoide en el interior de un insecto coprófago (primer hospedador intermediario) a partir de la oncosfera. La fase larvaria infectante corresponde con el tercer estadio larvario, conocido como tetratiridio. Este último se asienta en los pulmones de las aves y en la cavidad peritoneal de los mamíferos y reptiles (segundos hospedadores intermediarios).
Es entonces cuando el hospedador definitivo (perro o gato) ingiere al segundo hospedador intermediario, quedando así infectado. La fase larvaria se transforma a cestodo adulto cuando llega al intestino, donde se asienta y se reproduce asexualmente, cerrando así el ciclo.

### Periodo de prepatencia
Varía con respecto al resto de cestodos, ya que los mesocestoididos pueden llegar a liberar proglótides grávidos en tan solo dos semanas tras de la infección. Sin embargo, en el resto de cestodos necesitan normalmente un mínimo de dos meses.